# A Dallas (2012) epizódjainak listája
Ez a lap a 2012-es Dallas sorozat epizódjait mutatja be.

## Évad áttekintés
| Évad | Évad | Epizódok | Eredeti sugárzás  | Eredeti sugárzás     | Magyar sugárzás      | Magyar sugárzás    |
| Évad | Évad | Epizódok | Évadpremier       | Évadfinálé           | Magyar évadpremier   | Magyar évadfinálé  |
| ---- | ---- | -------- | ----------------- | -------------------- | -------------------- | ------------------ |
|      | 1    | 10       | 2012. június 13.  | 2012. augusztus 8.   | 2012. augusztus 29.  | 2012. október 24.  |
|      | 2    | 15       | 2013. január 28.  | 2013. április 15.    | 2013. április 12.    | 2013. július 11.   |
|      | 3    | 15       | 2014. február 24. | 2014. szeptember 22. | 2014. szeptember 28. | 2014. november 28. |

## Első évad
| # | Hivatalos magyar Eredeti angol cím             | Magyar vetítés       | Eredeti vetítés    |
| --- | ---------------------------------------------- | -------------------- | ------------------ |
| 1 | „Őrségváltás” “Changing of the Guard”          | 2012. augusztus 29.  | 2012. június 13.   |
| Bobby elhatározza, hogy eladja Southforkot. Johnny ekkor bevallja, hogy barátnőjével, Elenával titokban fúrásokat végeztetett a ranchon, és hatalmas mennyiségű olajat találtak. Bobby megtiltja a további fúrásokat, ekkor Johnny apjához, Jockey-hoz fordul segítségért. Időközben veszélybe kerülnek Christopher hidrát kísérletei. Bobby egy olyan cégnek akarja eladni a ranchot, amely parkosítaná Southforkot.                                                         |                                                |                      |                    |
| 2 | „A nagy átverés” “Hedging Your Bets”           | 2012. augusztus 29.  | 2012. június 13.   |
| Bobby elmondja a feleségének, hogy daganata van, amiért hamarosan meg kell műteni. Christopher szeretné bebizonyítani apjának, hogy alkalmas a birtok vezetésére először azzal, hogy helyrehozza a kutatási hibáit. Jockey idegesen várja, hogy meginduljanak a folyamatok a birtok megvételéhez, ezért felkeresi a felügyelőség lefizetett vezetőjét. |                                                |                      |                    |
| 3 | „A bizalom ára” “The Price You Pay”            | 2012. szeptember 5.  | 2012. június 20.   |
| Bobby sikeres műtéten esik túl, de az orvosok szerint a daganat visszatérhet ezért kezeléseket javasolnak. Jockey elnézi fiának, hogy átvágta a southforki ügylettel. Közben feltűnik az ősellenség, Cliff Barnes, aki szintén Southforkot akarja, de Bobby elutasítja az ajánlatot. Barnes ezért Christophert kutatásain keresztül akar közelebb férkőzni a családhoz, akit hatalmas összegekkel is támogat.                                                                 |                                                |                      |                    |
| 4 | „Titkok és hazugságok” “The Last Hurrah”       | 2012. szeptember 12. | 2012. június 27.   |
| Johnny sarokba szorítja Rebeccát, akiről megtudja, hogy ő küldte azt az e-mailt Elenának, ami miatt elvált Christophertől. A hallgatásáért cserébe arra kötelezi a lányt, hogy készítsen képeket Mitch Lobell fiáról. Miután a férfi narkós, és sok van már a rovásán, egy újabb visszaeséssel Jockey elhallgattathatná az apját, aki eddig zsarolta őket az Southfork ügylet kapcsán. A család közben megkezdi a költözködést, és készül az utolsó búcsúeseményre.           |                                                |                      |                    |
| 5 | „Tények és talányok” “Truth and Consequences”  | 2012. szeptember 19. | 2012. július 4.    |
| Bobby megtudja, hogy Jockeyé lett Southfork tulajdonjoga, ezért harcba száll, hogy megakadályozza bátyja tervét. Időközben Christopher egy videó felvétellel zsarolja Johnny-t, ugyanis a videóból kiderül, hogy Johnny tudta kicsoda Marta. Ann közben megkéri az exét, hogy bontsa fel azt a megállapodást, amellyel késleltetni lehet a fúrások elkezdését. |                                                |                      |                    |
| 6 | „Ellenségem ellensége” “The Enemy of My Enemy” | 2012. szeptember 26. | 2012. július 11.   |
| Rebecca talál egy régi dokumentum-másolatot, melynek segítségével Bobby leállíthatja a fúrásokat Southforkban. Jockey Las Vegasba utazik, azzal az indokkal, hogy teret ad a fiának, valójában azonban Cliff Barnes után nyomoz. Rebecca közli a bátyjával, hogy nem vesz részt tovább a Ewing család kisemmizésében, és elárulja, hogy állapotos. |                                                |                      |                    |
| 7 | „Járulékos veszteség” “Collateral Damage”      | 2012. október 3.     | 2012. július 18.   |
| A bányászati jogok miatt Johnny továbbra sem tud Southforkon fúrni. Samanthától kér segítséget, aki meggyőzi Elenát, hogy biztosítsa Johnnynak az olajmennyiséget, amire Jockey szükségük van. Rebecca elmondja Christophernek, hogy terhes, ám a fiú nem hisz neki, és elvégeztet egy apasági tesztet. Harris feljelenti Bobbyt, Marta Del Solt pedig befektetői holtan találják.                                                                                            |                                                |                      |                    |
| 8 | „Nincs új a nap alatt” “No Good Deed”          | 2012. október 10.    | 2012. július 25.   |
| Johnnyt lecsukják Marta Del Sol meggyilkolásáért, s a börtönben két elítélt félholtra veri. Bobby hajlandó megváltoztatni a döntését Johnny érdekében, ám Christopher másik ötlettel áll elő. A saját szabadalmát ajánlja fel a venezuelai befektetőknek, akik felmérve a benne rejlő lehetőségeket, hajlanak a cserére. Közben Samantha is mindent elkövet, hogy Johnnyt mentesítsék a vádak alól. Ráveszi az orvosszakértőt, hogy a halálesetet öngyilkosságnak állítsa be. |                                                |                      |                    |
| 9 | „Családban marad...” “Family Business”         | 2012. október 17.    | 2012. augusztus 1. |
| Jockey hazatér, amikor megtudja, hogy az öccse súlyos beteg és a fia börtönben van. Bobby és Jockey együttesen sarokba szorítják Vicentét, így előkerül a bizonyíték a gyilkosságról, és Johnnyt szabadon engedik. Christopher és Johnny közös céget alapítanak, amibe Elenát is beveszik. |                                                |                      |                    |
| 10 | „Utolsó könnyek” “Revelations”                 | 2012. október 24.    | 2012. augusztus 8. |
| Christopher rájön, hogy Rebecca ismét hazudott, és kiadja az útját. Elena megtudja, hogy Johnny benne volt a southforki csalásban, ezért otthagyja a fiút. A szépreményűnek hitt közös vállalkozás rosszul indul. Christopher azonnal felkeresi Elenát, és szerelmet vall neki. |                                                |                      |                    |

## Második évad
| # | Hivatalos magyar Eredeti angol cím                        | Magyar vetítés    | Eredeti vetítés   |
| --- | --------------------------------------------------------- | ----------------- | ----------------- |
| 1 | „Frontvonal” “Battle Lines”                               | 2013. április 12. | 2013. január 28.  |
| Közeledik a választások vége. Samantha minden bizonnyal nyerne is, ám az orvos szakértő, akivel annak idején elsimíttatta a Maria Del Sol gyilkosságot, színt vall, és elmondja, hogy megvesztegették. Harris felkeresi Annt, és elmondja neki, hogy megtalálta a húsz éve elrabolt közös lányukat, akiről még Bobby sem tud. Rebecca visszatér – már Pamelaként – és világossá válik, hogy a háttérben az apja, Cliff Barnes mozgatja a szálakat azzal a céllal, hogy végérvényesen leszámoljon a Ewingokkal. |                                                           |                   |                   |
| 2 | „Zavaros múlt” “Venomous Creatures”                       | 2013. április 19. | 2013. január 28.  |
| Elena nagyszerű üzletet köt a Ewing Energia nevében, amely lehetővé teszi, hogy Johnny és Christopher is a saját területét fejleszthesse. Ezért jutalmul az alapítók magasabb tulajdonrészt ígérnek neki. Christopher tárgyalása megkezdődik. A tét, hogy érvénytelenítik-e a házasságát Rebeccával – mondván az a hazugságokon alapult – vagy válást mondanak ki. Utóbbi esetben Rebecca ugyanis jogot formálhatna a cégben való részesedéséhez. Bobby nyomozásba kezd Ann eltűnt lánya után. Jockey segít Samanthának, aki a választási botrányok miatt nehéz pillanatok elé néz. |                                                           |                   |                   |
| 3 | „Egy apa bűnei” “Sins of the Father”                      | 2013. április 26. | 2013. február 4.  |
| Christopher a sikertelen per után ráveszi Becky Suttert, hogy mégis mellette tanúskodjon. Köszönheti ezt annak a telefonnak, amit Rebecca bátyja, Tommy rá hagyott, és a rajtalévő üzeneteknek, amik bizonyítják hogy Becky tudott az átverésről, és hogy Pamela megfenyegette Tommyt. A felvétel alapján a rendőrség nyomozni kezd és megtalálják Tommy vérét Pamela régi lakásán. Időközben Becky azonban eltűnik. Ann egy meghallgatás során alkalmat kap, hogy újra beszéljen a lányával, de az váltig állítja, hogy nem rabolták el, és szereti az édesapját. A rablás ténye ugyan nyilvánvaló, de a rendőrség tehetetlen, hiszen az ügy elévülési ideje letelt. Bobby ezért Jockey-hoz fordul, hogy megleckéztessék Rylandet, míg Ann saját kezébe veszi az ítélkezést. |                                                           |                   |                   |
| 4 | „Hamis vallomások” “False Confessions”                    | 2013. május 3.    | 2013. február 11. |
| Miután Ann lelövi Harris Rylandet, a rendőrség felkeresi őt Southforkban. Bobby addigra már megtudja, mit tett a felesége, és magára vállalja a bűnét. Eközben Jockey terve szerint Frank előássa Tommy Sutter holttestét, amit a rendőrség meg is talál. Az új perben Frank Tommy és a húga, Becky megölését is magára vállalja, hogy ezzel mentse Pamelát a bajtól. Christopher kiborul a bíróságon. |                                                           |                   |                   |
| 5 | „A háború áldozatai” “Trial and Error”                    | 2013. május 10.   | 2013. február 18. |
| Megkezdődik Ann pere, miután Harris hiába vallotta, hogy Bobby ölte meg, az asszony csizmáján található vérnyomokra hivatkozva bizonyítani lehet, hogy ő lőtt Rylandre. A per során Harris és hozzátartozói Ann ellen vallanak, múltbéli dolgait hozzák fel, és legfőbb érvük, hogy nem volt jó anya. Az esküdtek döntését Emma vallomása határozza meg leginkább, aki szintén aláássa édesanyja múltját. Noha Bobbyék reménykednek a kedvező határozatban, Annt az esküdtszék bűnösnek találja. |                                                           |                   |                   |
| 6 | „Váratlan fordulat” “Blame Game”                          | 2013. május 17.   | 2013. február 25. |
| Ann tárgyalása során fordul a kocka. Az első fokon elítélt asszonyt másodfokon felmentik. Johnny akciója, hogy lebuktassa Elena bátyját, sikerrel végződik. A férfit letartóztatják csempészéséért, ezáltal pedig megnyílik előtte és Samantha előtt az út, hogy megszerezzék Elena részvényeit, a társ-szerződésük erkölcsi záradéka révén. Johnny korábbi üzlettársa, Vicente a kapcsolatai révén hazatérhet Venezuelába, hogy ott töltse le börtönbüntetését, ám előtte még bosszút akar állni a Ewing családon és meglátogatja őket. |                                                           |                   |                   |
| 7 | „Halálos iramban” “The Fast and the Furious”              | 2013. május 23.   | 2013. március 4.  |
| Christopher régóta szerződést szeretne kötni a dallasi közlekedési vállalattal, hogy metánüzeművé alakítsa át flottájukat. Találmánya hatékonyságáról egy autóversennyel akarja meggyőzni a dallasi szakembereket, melyet Johnny szokás szerint bojkottál. Az egyik szerelőt lekenyerezve megrongálja a versenyautót, ám Christopher csapata még így is győz. |                                                           |                   |                   |
| 8 | „Jockey Ewing utolsó dobása” “J.R.'s Masterpiece”         | 2013. május 31.   | 2013. március 11. |
| Bobby és a fiúk azonnal Mexikóba utaznak, amikor megtudják, hogy Jockey gyilkosság áldozata lett. Nem értik, mi dolga volt ott, hiszen mindenkinek azt mondta, hogy Abu Dhabiba ment olajügyek miatt. A helyi rendőrök szerint rablógyilkosság történt, de Bobbynak és Johnnynak erős kételyei vannak ezzel kapcsolatban. Megjelenik Bum, aki elmondja, hogy Jockey egy összeesküvés áldozatává vált, amelynek elsődleges célja, hogy Cliff Barnes és Harris Ryland közös erővel tegyék tönkre a Ewing családot. Jockey utolsó dobásával is tettekre biztatja a Ewing családot. |                                                           |                   |                   |
| 9 | „Ewingok, egyesüljetek!” “Ewings Unite!”                  | 2013. június 9.   | 2013. március 18. |
| Jockey halála után ismertetik végrendeletét. Múltját nem meghazudtolva osztja szét javait a család fennmaradt tagjai között. A legnagyobb meglepetést Ellie néni szintén erre a percre tartogatott levele okozza, melyben közli, hogy Jockey halála után, a fia Johnny megkapja southforki birtok tulajdonjogának felét. Továbbá beigazolódik az is, hogy Cliff Barnes nem rest kivárni a Ewingok gyászát, hanem azonnal támadásba lendül ellenük. Rylanddel összefogva előbb megfúrja Christopher szerződését a Dallasi Közlekedési Vállalattal, majd miután ezt a valahogy még helyre hozzák a fiúk, egy merényletet készít elő és hajtat végre a teljes Ewing család ellen.                                                                                                |                                                           |                   |                   |
| 10 | „Bűnös ártatlanság” “Guilt & Innocence”                   | 2013. június 16.  | 2013. március 25. |
| A tornyon történt robbantást Ewing kisebb sérülésekkel megússza. Nem úgy Pamela, akit az intenzív osztályon kezelnek, és kérdéses, hogy meg tudják-e menteni a gyermekeit. Samantha és Bobby is saját nyomozást indít az ügyben. Az illetékes hatóságok elsőre Christopher hibájának tudják be a robbanást, ám Samantha fülest kap, s megtudja, hogy valószínűleg szándékos robbantás történt, és az eset mögött a család Cliff Barnes-t sejti. |                                                           |                   |                   |
| 11 | „Régi-új háború” “Let Me In”                              | 2013. június 23.  | 2013. április 1.  |
| Lezárul a vizsgálat a fúrótornyon történt robbanás ügyében, és a hatóságok a Ewing Energiát ítélik felelősnek. A cégre egymilliárd dolláros bírságot szabnak ki. Bobbyék pontosan tudják, hogy szabotálták a bemutatót, és hogy szándékos robbantás történt, ezért fellebbeznek. Hamarosan kiderül azonban, hogy a háttérben politikai érdekek is állnak, illetve Harris Rylandé, akinek most már rögeszméje, hogy tönkretegye a Ewingokat. Tervében a kormányzó is segíti, ugyanis elkötelezettjei egymásnak. Ám Bobbyék sem tétlenkednek, feltárják Ryland kábítószer-kereskedelmi kapcsolatait, Cliff Barnes cégénél pedig Pamela fia, azaz Christopher révén próbálnak érvényt szerezni.                                                                                  |                                                           |                   |                   |
| 12 | „Váratlan fordulat” “A Call to Arms”                      | 2013. június 30.  | 2013. április 8.  |
| Cliff eléri a tervével, hogy a Ewingok kényszerhelyzetbe kerüljenek. A torony robbanása miatt kiszabott horribilis bírság, és a kormányzó által leállított fúrások miatt végleg ráteheti a kezét a Ewing Energiavállalatra, amennyiben azok egy napon belül nem tudják rendezni banki hiteleiket. Christopher ötlete, hogy anyját hivatalosan is halottnak nyilvánítják, és ez által ő örökölje meg a Barnes Global rá háruló részvényeit, kudarcba fullad. Kiderül ugyanis, hogy a nő még él... A másik Pamela időközben rájön, hogy valóban az apja, Cliff Barnes áll a robbantás mögött, és bosszút esküszik ellene... |                                                           |                   |                   |
| 13 | „Hajtóvadászat” “Love & Family”                           | 2013. július 7.   | 2013. április 8.  |
| Cliff Barnes-nak már csak órák kellenek, hogy megszerezze a Ewing Energiát. Pamela kihasználja apja örömét, és ráveszi, hogy adja neki a Barnes Global részvényeit, amit Katherine nénje után az apja megörökölt. Majd házasságot köt Johnnyval, így Cliff Barnes cégének már ő is részvényese lesz. Svájcban megtalálják Christopher anyját, Pamelát, az ottani ügynökség elküldi a nő fényképét, de Bobby nem tudja pontosan megmondani, hogy valóban a volt feleségét ábrázolja-e. Emma illegális gyógyszerek miatt előzetes letartóztatásba kerül, miközben Drew-nak menekülnie kell, mert bevallja nővérének, hogy ő készítette a bombát a fúrótoronyra. Drew ellen hajtóvadászat indul.                                                                                 |                                                           |                   |                   |
| 14 | „Bűnösök közt cinkos, aki hallgat” “Guilt by Association” | 2013. július 14.  | 2013. április 15. |
| Cliff Barnes átveszi a Ewing Energiát, ezért Bobbyék még inkább azon fáradoznak, hogy a Barnes Global részvényeinek többségét megszerezzék. Miután Johnny összeházasodik Pamelával, egyharmadukat már birtokolják is, de szükség lenne Christopher anyjának kötvényeire is, akinek a fiú ugyan a nyomára bukkan, de csak annak férjével tud találkozni, aki elmondja, hogy Pam soha többé nem akarja őt látni. Drew továbbra is szökésben van, de egy csellel sikeresen bemártja Roy Vickerst, akit letartóztatnak. Christopher szakít Elenával, mert rájön, hogy a nő titokban beszél Drew-val, noha neki azt állította, hogy nem tud róla semmit. Pamela és Johnny Cliff Barnes holmija között megtalálja Pam halotti bizonyítványát.                                       |                                                           |                   |                   |
| 15 | „A mestermű” “Legacies”                                   | 2013. július 21.  | 2013. április 15. |
| Jockey mesterműve beteljesedik. Bobbyék sikeresen Cliff Barnes-ra terelik Jockey meggyilkolásának gyanúját. Cliff Barnes tagadja a gyilkosságot, s mikor Mexikóban letartóztatják, Elena segítségét kéri, elmondva és bizonyítva neki, hogy Jockey az ő családját is tönkretette. Közben Emma is lebuktatja az apját, így Rylandet szintén őrizetbe veszik. |                                                           |                   |                   |

## Harmadik évad
2013. április 30-án a TNT bejelentette, hogy a Dallas folytatódni fog, jövőre jön a harmadik évad ismét 15 epizóddal.
| # | Hivatalos magyar Eredeti angol cím             | Magyar vetítés       | Eredeti vetítés      |
| --- | ---------------------------------------------- | -------------------- | -------------------- |
| 1 | „A visszatérés” “The Return”                   | 2014. szeptember 28. | 2014. február 24.    |
| Elena a Ewingok elleni bosszúhoz segítséget is kap egy gyermekkori barátjától Nicolas Trevonótól, aki mint Barnes meghatalmazottja megjelenik a Ewing irodában, kijelenti, hogy mostantól ő is minden döntésükről tudni akar. A vállalat terjeszkedni kíván. Sarkköri lelőhelyek fúrási jogát akarja megszerezni, ahol nem csak olaj, de metán is található, ehhez azonban Cliff Barnes engedélye is kellene. |                                                |                      |                      |
| 2 | „A bizalom köre” “Trust Me”                    | 2014. október 5.     | 2014. március 3.     |
| Elena visszatér a Ewing Globalhoz, de nem mint tulajdonos, hanem alkalmazott. Barnes kérésére és Nicolas segítségével az a feladata, hogy bizonyítékokat keressen Jockey cselszövésére, amellyel Cliff Barnes-ra kenték a meggyilkolását. Ryland kiszabadul a börtönből, az anyja Judith pedig szintén megjelenik, azzal, hogy visszaveszi tőle a cége irányítását. Az idős nő nem rest, és azonnal tárgyalni akar a drogkartellel, akiknek szállítják a kábítószert, hogy új egyezséget kössenek. Kiderül, hogy Ryland közvetve a CIA-nek dolgozik. |                                                |                      |                      |
| 3 | „A gyanú árnyéka” “Playing Chicken”            | 2014. november 12.   | 2014. március 10.    |
| Elena és Nicolas lázas keresi a nyomokat a Ewingok ellen. Johnny ismét fúrni akar Southforkon, hogy meglegyen a pénz a sarkköri lelőhelyek lefoglalására, és mert ezúttal joggal teheti, Bobby más módon próbálja megakadályozni. Samantha megkéri Bumot, hogy figyeltesse Johnnyt, mert gyanítja, hogy viszonya van Emmával, és a gyanúja beigazolódik. Az asszony magába roskad a fia miatt, különösen hogy közeleg az esküvőjük napja Pamelával. Christopher Mexikóba megy, hogy Nicolas Trevino után nyomozzon. Eljut a férfi feleségéig. |                                                |                      |                      |
| 4 | „Piszkos alku” “Lifting the Veil”              | 2014. november 13.   | 2014. március 17.    |
| Christopher Mexikóban megtudja, hogy Nicolas Trevinónak súlyos titkai lehetnek. Ám a férfi felesége többet nem árul el neki. Harris alkut köt Johnnyval. Segít visszaszerezni a fúrási engedélyét, ha Johnny visszaszerzi az iratait, amit a lánya ellopott tőle. Ám eközben gonosz csapdát állít a fiúnak. Közben zajlanak Johnny és Pamela esküvőjének előkészületei. Samantha egyre nehezebben viseli, hogy fia az apja nyomdokain jár, és már most csalja Pamelát. Úgy dönt tesz ellene, és segít Bobbynak, hogy megakadályozza a Souhtforkon készülő fúrásokat. |                                                |                      |                      |
| 5 | „A zsarolás nagymesterei” “D.T.R.”             | 2014. november 14.   | 2014. március 24.    |
| Samantha nem nézi jó szemmel, hogy a fiának és Emmának viszonya van. Felszólítja, hogy szakítson a lánnyal, különben pórul jár. Johnny nem veszi komolyan, anyja pedig nem várt lépésre szánja el magát. Kihallgatja a kormányzó beszélgetését, és annak felvételével megzsarolja, hogy mondassa le a Vasúti Bizottság vezetőjét, az embert, aki engedélyezte a fúrásokat Southforkon. A helyére pedig Bobby-t ültesse. Chris kapcsolata egyre elmélyül Heatherrel, aki elmondja neki, hogy van egy fia. Emma meggyőzi Ann-t, hogy szakít Johnny-val, miután az asszony elküldi őt a birtokról, de ez csupán csak látszat. Ryland és Judith is azon fáradozik, hogy a fiatalokat elválasszák egymástól, mert tudják, hogy Johnny befolyásolja Emmát, és félő, hogy a lány újabb sötét titkokat fed fel előtte. |                                                |                      |                      |
| 6 | „Apja fia” “Like Father, Like Son”             | 2014. november 17.   | 2014. március 31.    |
| Bobby a bizottság elnökeként eléri, hogy Johnny nem fúrhasson a birtokon. A fiúnak új ötlete támad. Elhatározza, hogy bejegyezteti a céget a tőzsdére, hogy azután onnan kivásárolja a többségi részesedését. Nicolas Trevinót, Pamelát, és az anyját is a pártjára állítja, így biztos sikerrel bocsátja szavazásra az ügyet, ám Samantha az utolsó pillanatban meggondolja magát. Johnny, miután rájön, hogy anyja újra iszik, eltávolíttatja őt, mondván orvosi segítségre van szüksége. Így Samantha érdekeinek egyedüli képviselőjévé válik, és a nevében megszavazza, hogy a Ewing Globalt mégis a tőzsdére vigyék. |                                                |                      |                      |
| 7 | „Mint a rossz pénz” “Like a Bad Penny”         | 2014. november 18.   | 2014. április 7.     |
| Samantha kórházba kerül, miután összekapnak a fiával, és Johnny kihívja a rendőrséget. Egy bíró ismerőse elintézi, hogy teljes pszichiátriai kivizsgálást végezzenek rajta, és bizonyítsák anyja nem beszámítható állapotát. Bobby azonban a tettek mezejére lép és saját felelősségére kihozza Samanthát. A feltétel, hogy ők gondoskodnak a nő tartós kezeléséről. A Ewing Global tőzsdei bejegyzése mindenkinek kapóra jön. Johnny és Nicolas akarja felvásárolni a részvényeket, és ezzel kisemmizni a Ewingokat. Drew is hazatér. Elmondja Christophernek, hogy gyötri a lelkiismeret, amiért benne volt a születendő gyermekei halálában. A férfit nem hatja meg a dolog, kis híján megöli. |                                                |                      |                      |
| 8 | „Szerelemben, háborúban” “Where There's Smoke” | 2014. november 19.   | 2014. április 14.    |
| |                                                |                      |                      |
| 9 | „Tisztítótűz” “Denial, Anger, Acceptance”      | 2014. november 20.   | 2014. augusztus 18.  |
| A southforki tűzeset következménye: Samantha füstmérgezéssel, Bo pedig gerincsérüléssel kórházba kerül. A gyújtogatásért utóbbit gyanúsítják, míg Samantha be nem vallja, hogy miatta keletkezhetett a tűz. Ám kiderül, hogy a tűzeset hátterében egy titokzatos harmadik személy egyéni bosszúja áll. |                                                |                      |                      |
| 10 | „Halálos felismerés” “Dead Reckoning”          | 2014. november 21.   | 2014. augusztus 25.  |
| Samantha és Pamela is kikerül a kórházból. Utóbbi végleg szakít Johnny-val. Drewt holtan találják, és az újabb nyomozás már összefüggésbe hozza őt a Ssouthforki tűzesettel. Elena elmondja édesanyjának, amit Barnes-tól megtudott, hogy annak idején elcserélték a földjeiket. Carmen felhívja lánya figyelmét Jockey levelére ezzel kapcsolatban. Elena meg is szerzi, és az írás bizonyítja, hogy nem Cliff Barnes ölte meg Jockey-t, hanem csak ráterelték a gyanút |                                                |                      |                      |
| 11 | „A fájdalom nevében” “Hurt”                    | 2014. november 24.   | 2014. szeptember 1.  |
| Elena szembesíti a Ewingokat Jockey levelével, amiben leírja, hogy fogják Cliff Barnes-ra a meggyilkolását. Megzsarolja Bobby-t, hogy ha nem fizet neki, és ad egy általa választott birtokrészt Southforkon, akkor feljelenti a rendőrségen. Azt is feltételként szabja, hogy Cliff Barnes-t mentesse fel. Bobby rááll az alkura. Johnny továbbra is próbálja visszakönyörögni magát Pamelához, de a lány hajthatatlan. Emma az apja helyett alkut köt a kartellel, amivel óriási veszélynek teszi ki magát, és a családját, ugyanis nem tudja, hogy Harris a CIA nyomozása miatt dolgozik a kartellnek. |                                                |                      |                      |
| 12 | „Nincs kegyelem” “Victims of Love”             | 2014. november 25.   | 2014. szeptember 8.  |
| Pamela kezében a döntés, hogy a felmentéssel kihozza-e az édesapját a börtönből. A lány egyelőre úgy dönt, nem teszi meg. A Ewing-részvények jegyzését megkezdik, de szinte abban a pillanatban Hunter McKay (Johnny gyerekkori barátja) fel is vásárolja az összeset, és ezzel megszerzi a többségi részesedést. Chris és Bobby is tudja, hogy a tranzakció mögött a kartell áll. Ők pénzelték a fiatal üzletembert, hogy valójában a kartell irányíthassa a Ewing Globalt. A cél: bizonyítani ennek valódiságát, mert azzal semmissé válna az üzlet. Emma korábbi ajánlata a kartellnek, – hogy vállalná a drogszállítmányok serkentését – végveszélybe sodorja őt és édesanyját is. |                                                |                      |                      |
| 13 | „Kutyaszorítóban” “Boxed In”                   | 2014. november 26.   | 2014. szeptember 15. |
| A kartell elrabolja Ann-t és Emmát, arra kényszerítve Rylandet, hogy kétszerezze meg a szállítmányaikat, hogy még több kábítószert juttathassanak az Államokba. Ryland elmondja Bobby-nak, hogy elrabolták a nőket, és a szabadulásuk feltételét. A CIA-t is beavatják a dologba, de a kormány nem tesz lépéseket, mondván a Mexikóban uralkodó állapotok miatt fontosabb az ottani rendszer bebiztosítása. Bobby saját kezébe veszi hát az irányítást. Ráveszi a vasúti bizottságot, hogy tartsanak egy biztonsági gyakorlatot a határnál, mondván elavultak a gázcsövek és ha egy esetleges robbanás történne, a szakemberek legyenek felkészültek. A gyakorlat leple alatt pedig a kartell egy vonattal tudná oda-vissza csempészni a kábítószert.                                                          |                                                |                      |                      |
| 14 | „Végjáték” “Endgame”                           | 2014. november 27.   | 2014. szeptember 22. |
| Bobby Emmát kéri cserébe azért, hogy biztosítsa a kartell drogszállítmányát, de Luis Ann-t adja ki. Johnny is felkeresi Luist és felajánlja neki egy üzlet keretében, hogy Emma helyett őt ejtse túszul. A férfi rááll a dologra. A CIA szervezett akciót kezdeményez El Pozolero ellen. Nicolast elfogása után a felmentéséhez arra kötelezik, hogy beszéljen meg egy találkozót a kartell vezérével, ám az akció meghiúsul, és Nicolas is megszökik. |                                                |                      |                      |
| 15 | „Szép, új világ” “Brave New World”             | 2014. november 28.   | 2014. szeptember 22. |
| Johnny kiváltja Emmát a kartell fogságból, a Mexikói hatóságok a kartell vezetőit letartóztatják. Pamela átveri Johnny-t és a háta mögött a sejk kölcsönéből magának akarja a Ewing Globalt, de Bobby és Samantha megelőzik, így ők vásárolják vissza a részvényeket. A rendőrség megállapítja, hogy Drew Ramost megölték, és nem öngyilkos lett. Elena szembesül, hogy Nicolas-nak is köze lehetett a bátyja halálához. Johnny lepaktál Judith Rylanddel, és elérik, hogy a nő legyen a Vasúti Bizottság új elnöke, miután Bobby-nak a részvények miatt le kellett mondania a posztjáról. |                                                |                      |                      |